# 969
969(구백육십구)은 968보다 크고 970보다 작은 자연수다.

## 수학
- 합성수로, 그 약수는 1, 3, 17, 19, 51, 57, 323, 969다. 진약수의 합은 471이므로, 969는 부족수다.
- 17번째 구각수다. 앞의 구각수는 856, 다음은 1089다.
- 17번째 사면체수다. 앞의 사면체수는 816, 다음은 1140이다.

## 과학
- NGC 969(독일어판, 프랑스어판): 삼각형자리 방향에 있는 렌즈형은하.

## 문화유산
- 대한민국의 보물 제969호: 재조본 유가사지론 권64

## 방송
- 지니 TV의 다빈치러닝 채널 번호.

## 기타
- 연도: 969년, 기원전 969년
- 인류 역사상 최장수 인물인 ‘므두셀라’가 누린 햇수.